# Echinodictyum marleyi
Echinodictyum marleyi är en svampdjursart som beskrevs av Burton 1931. Echinodictyum marleyi ingår i släktet Echinodictyum och familjen Raspailiidae.
Artens utbredningsområde är havet utanför Sydafrika. Inga underarter finns listade i Catalogue of Life.